# Egidio Foscarari
Egidio Foscarari (Bologna, 27 gennaio 1512 – Roma, 22 dicembre 1564) è stato un teologo e vescovo cattolico italiano.

## Biografia
Nato da nobile famiglia, entrò nell'Ordine dei frati predicatori nel 1526. Compì gli studi fino a conseguire la laurea in teologia all'Università di Bologna ed entrò a far parte del Collegio dei teologi.
Inquisitore e priore del convento di San Domenico a Bologna dal 1546, fu nominato maestro del Sacro Palazzo da papa Paolo III nel 1547. In tale veste fece parte, con il cardinale Juan Álvarez de Toledo e con il vescovo Filippo Archinto, della commissione che il 31 luglio 1548 approvò gli Esercizi spirituali di Ignazio di Loyola.
Papa Giulio III lo nominò vescovo di Modena nel 1550, e fu presente al Concilio di Trento fra il 1551 e il 1552. Fu inoltre uno dei quattro teologi incaricati di redigere il Catechismo Tridentino. Tornato in diocesi, si applicò a dettare provvedimenti per la disciplina del clero, stabilì la registrazione pasquale dei fedeli delle parrocchie e compì una visita pastorale nel 1552.
Accusato di eresia, fu arrestato e rinchiuso a Castel Sant'Angelo il 21 gennaio 1559. L'accusa derivava da dissidi con l'Inquisizione, in quanto come vescovo aveva trattato personalmente con eretici della sua diocesi, ottenendo abiure private e sottraendo quindi gli imputati alla giurisdizione del Sant'Uffizio. Uscì dalla prigionia dopo la morte di Paolo IV (18 agosto 1559) e il 1º gennaio 1560 fu assolto da Pio IV. Richiamato nel 1561 al Concilio, dal 1562 fu membro della commissione dell'Indice e della revisione del Messale e del Breviario. Fu considerato una delle personalità più autorevoli del Concilio. Pur vicino alle posizioni degli spagnoli, seppe mantenere la sua autonomia di giudizio, e sostenne in particolare le esigenze di riforma della Chiesa in senso pastorale, fino a proporre che l'obbligo di residenza dei vescovi fosse considerato di diritto divino.
Fu molto amico di Ludovico Beccadelli, ma anche, negli ultimi anni, di Carlo Borromeo. 
Morì a Roma nel dicembre del 1564 e fu sepolto nella basilica di Santa Maria sopra Minerva.